# ایان کالیر
ایان کالیر (انگلیسی: Ian Collier؛ ۲۵ ژانویه ۱۹۴۳ – ۱ اکتبر ۲۰۰۸) بازیگر اهل بریتانیا بود.
از فیلم‌ها یا مجموعه‌های تلویزیونی که وی در آن‌ها نقش داشته‌است، می‌توان به مرد بعدی، هملت، پوآرو و دکتر هو اشاره نمود.